# Nimustina
La  nimustina  è il principio attivo di indicazione specifica utilizzato per trattare forme tumorali durante la chemioterapia

## Controindicazioni
Da evitare in caso di gravidanza.

## Effetti indesiderati
Fra gli effetti indesiderati si riscontrano nausea, diarrea, vomito, astenia.